# Église Notre-Dame de Saint-Lô
Pour les articles homonymes, voir Église Notre-Dame.
L'église Notre-Dame de Saint-Lô est un édifice catholique de style gothique érigé sur quatre siècles à partir de la fin du XIIIe siècle et fortement marqué par la bataille de Normandie qui se dresse sur le territoire de la commune française de Saint-Lô dans le département de la Manche, en région Normandie. Elle est à ce titre un « mémorial » des destructions de la Seconde Guerre mondiale.
L'édifice est classée aux monuments historiques.

## Localisation
L'église Notre-Dame est située au centre de la ville close de Saint-Lô au cœur de l'Enclos, dans le département français de la Manche.

## Historique
L'église paroissiale et ancienne collégiale Notre-Dame, des XIIIe, XIVe, XVe, XVIe, XVIIe et XXe siècles, est considérée à juste titre comme le symbole de la ville. Cette église dédiée à Notre Dame a pour origine la paroisse du château de Saint-Lô sur le mont Briovère : la paroisse de « l'Enclos » dont le patron était le seigneur du château, à savoir l'évêque de Coutances.

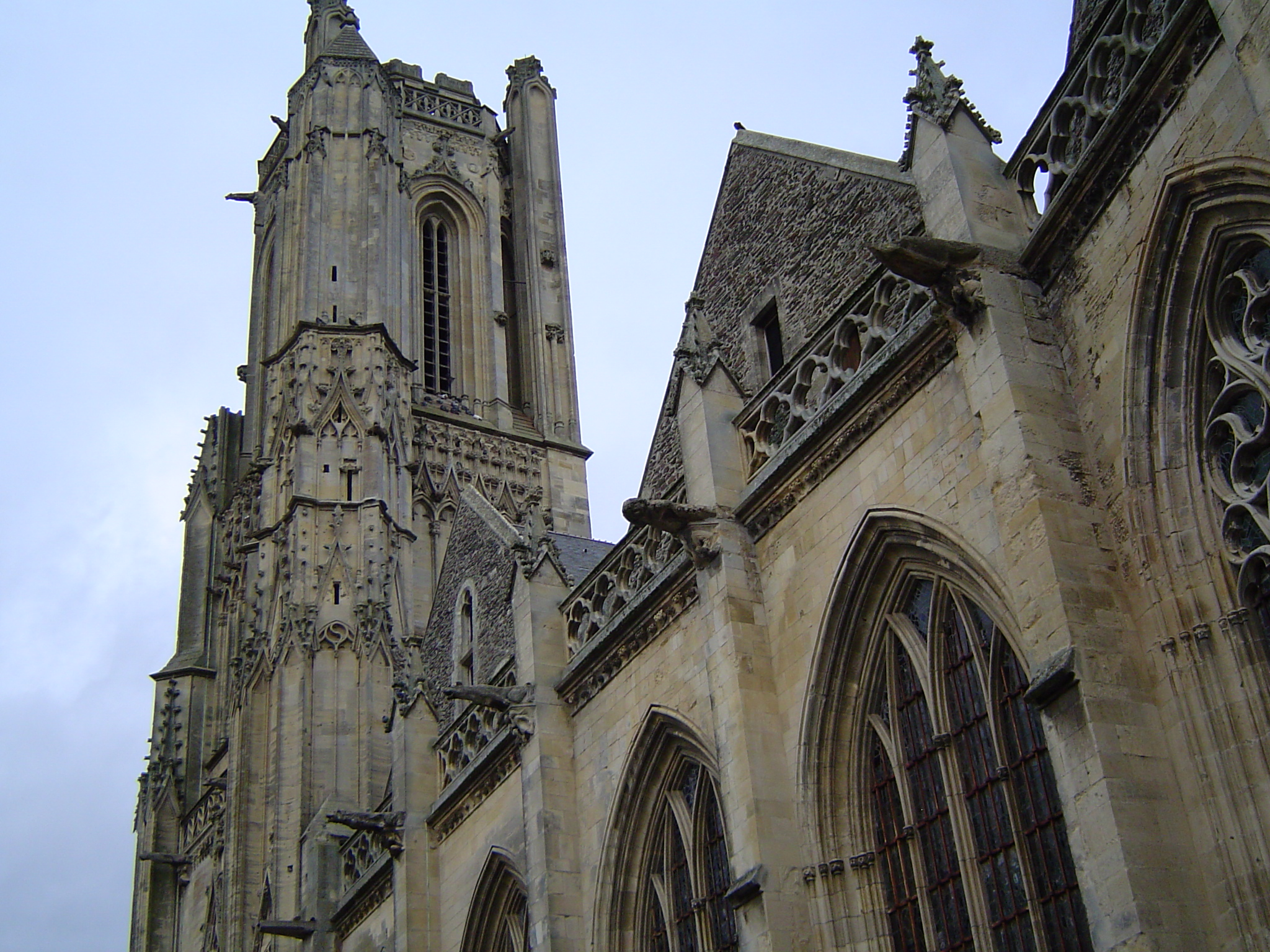
L'église Notre-Dame.

Avec l'activité des foires, de l'activité drapière et du pèlerinage à Notre-Dame du Pilier, les bourgeois de Saint-Lô contribuèrent à l'agrandissement et à l'embellissement progressif de leur église paroissiale, ainsi que l'évêque de Coutances Geoffroy Herbert, maître d'ouvrage d'une partie de l'église et qui est qualifié en 1497, par une délibération des trésoriers de Notre-Dame de « donneur d'icelle place et décorateur de la dite église ».
Mis à part le pillage, lors des guerres de Religion, de l'église en 1562 par les protestants, qui burinent les sculptures de la façade, et pendant la déchristianisation révolutionnaire, l'édifice ne subit pas de dégradations majeures avant 1944. Au 18 juillet, après les féroces combats de la Libération, l'édifice était détruit à près de 50 % : nef découverte de sa couverture et de ses voûtes, façade effondrée à la suite du bombardement de la tour Nord par l'artillerie allemande. Seuls la tour Sud sans sa flèche, le chœur et les bas-côtés étaient encore à peu près intacts.

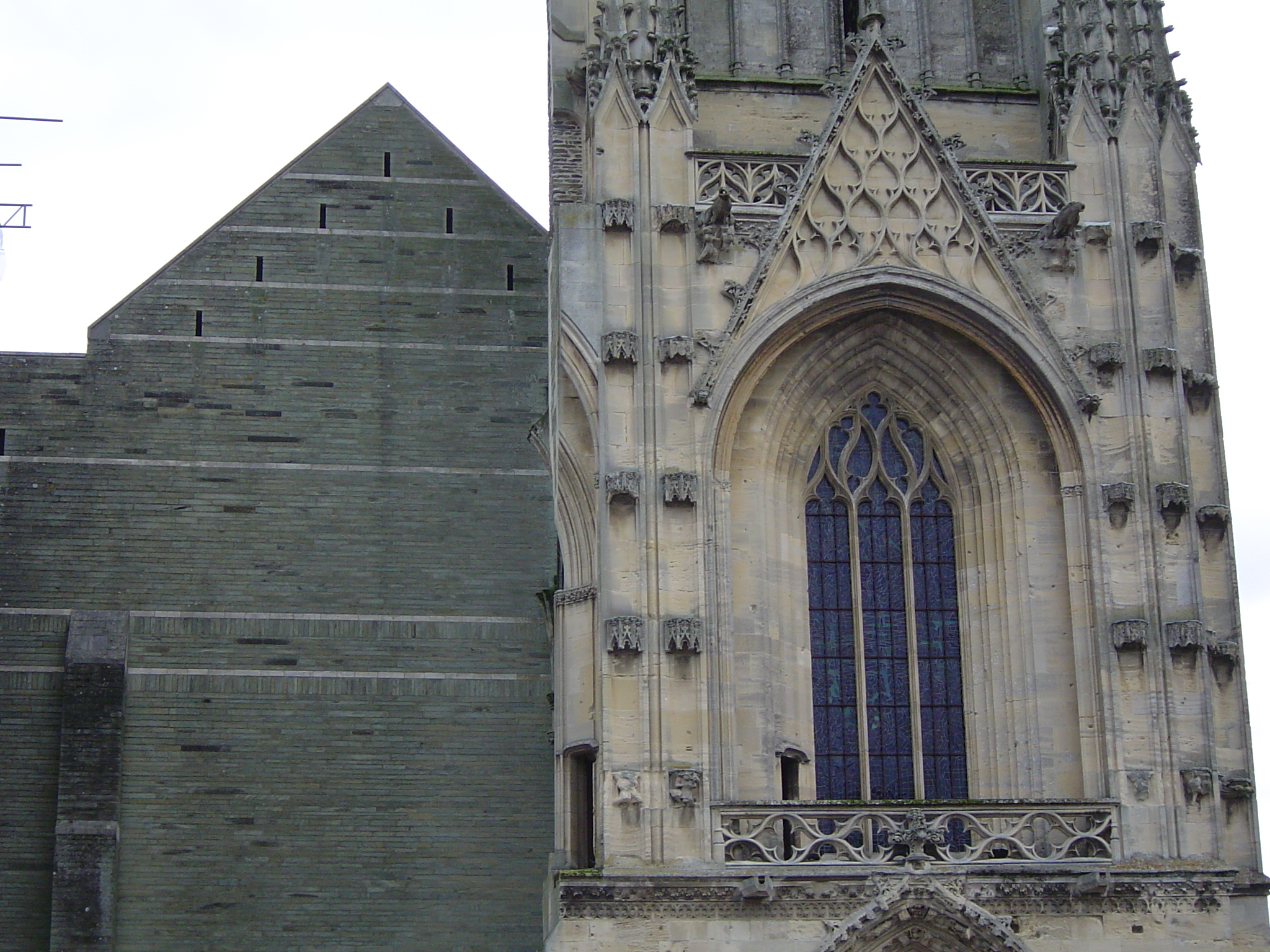
Notre-Dame et sa façade de schiste.

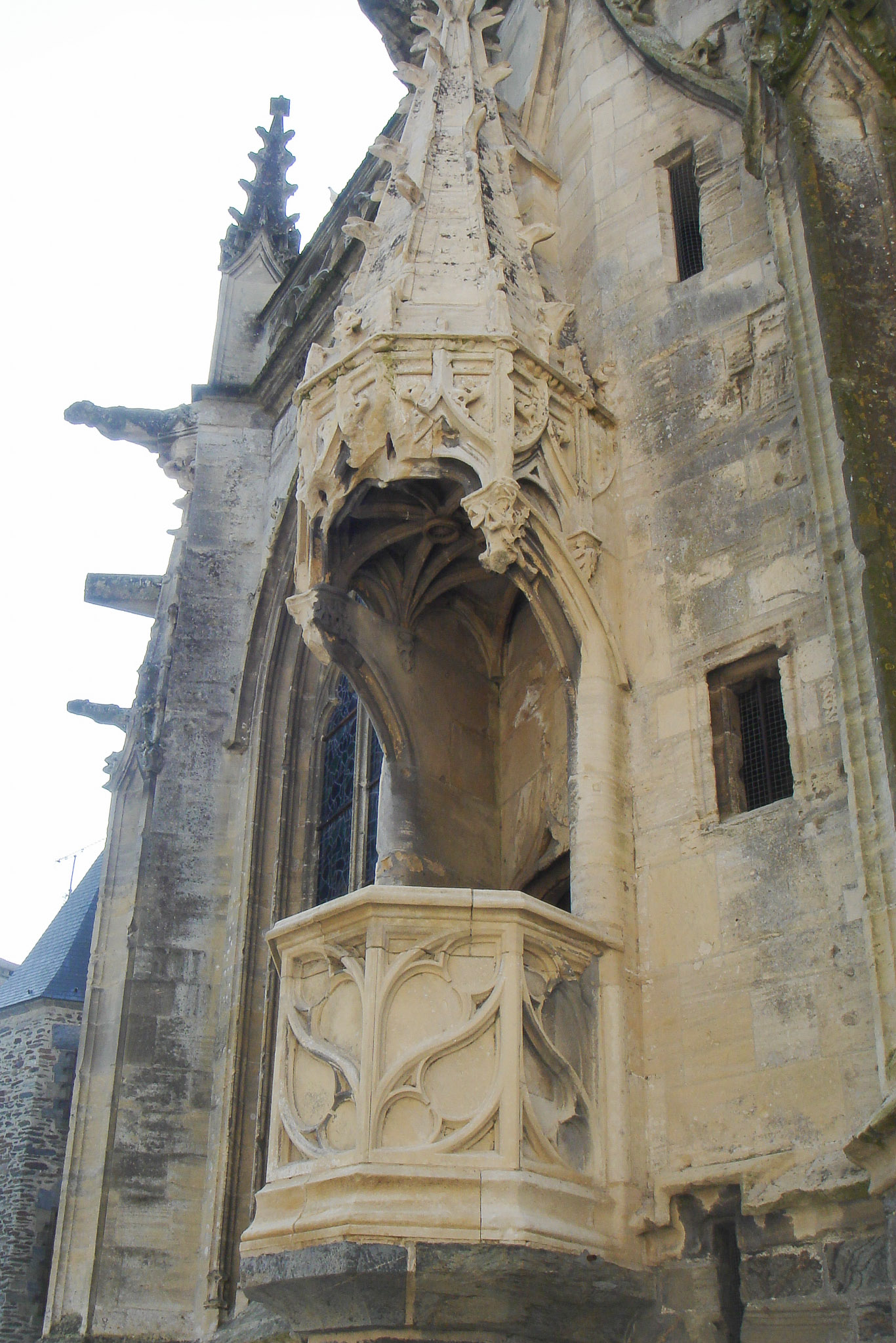
Chaire extérieure.

La restauration de l'église (1944-1974) fut longue et difficile en raison d'un changement dans le parti pris de restauration au cours du chantier. Après les premiers travaux d'urgence, Louis Barbier, architecte des monuments historiques, prépare un projet de reconstruction à l'identique de la façade ouest en récupérant la plus grande partie des pierres taillées d'origine. Mais en 1947, il est remplacé par Yves-Marie Froidevaux, qui propose en 1953 le principe de garder la ruine de la façade ouest et d'en faire un mémorial contre la guerre. Ce projet sera combattu localement, mais, pour des raisons financières et par lassitude, le conseil municipal finit par donner son accord. Un mur pignon aveugle « cicatrisant » en schiste vert du Nord-Cotentin est construit en retrait de la façade disparue. Par suite de difficultés imprévues (la taille de la pierre), le chantier ne sera achevé qu'en 1972 avec l'installation de trois portes historiées en bronze atténuant ainsi la sévérité de l'ensemble.
L'église restaurée reçut sa nouvelle dédicace pour le 30e anniversaire de la Libération. En 1994, à l'occasion du 50e anniversaire, l'artiste peintre Bruno Dufour-Coppolani dressa une toile peinte provisoire à l'emplacement de la façade disparue. L'intérieur a été restauré avec un très grand soin. La statue de Notre-Dame du Pilier, pulvérisée lors du désastre, a été reconstituée et placée au fond du sanctuaire.
L'église Notre-Dame est donc devenue le mémorial de la destruction de la ville de Saint-Lô. La restitution à l'identique, désirée par certains Saint-Lois, de son ancienne façade à deux tours et flèches n'est pas envisagée actuellement.
Son bourdon en bronze a été fondu en 1732. Il porte des fêlures à la suite de la chute qu'il a subie lors de l'incendie à la Libération.

Vues historiques
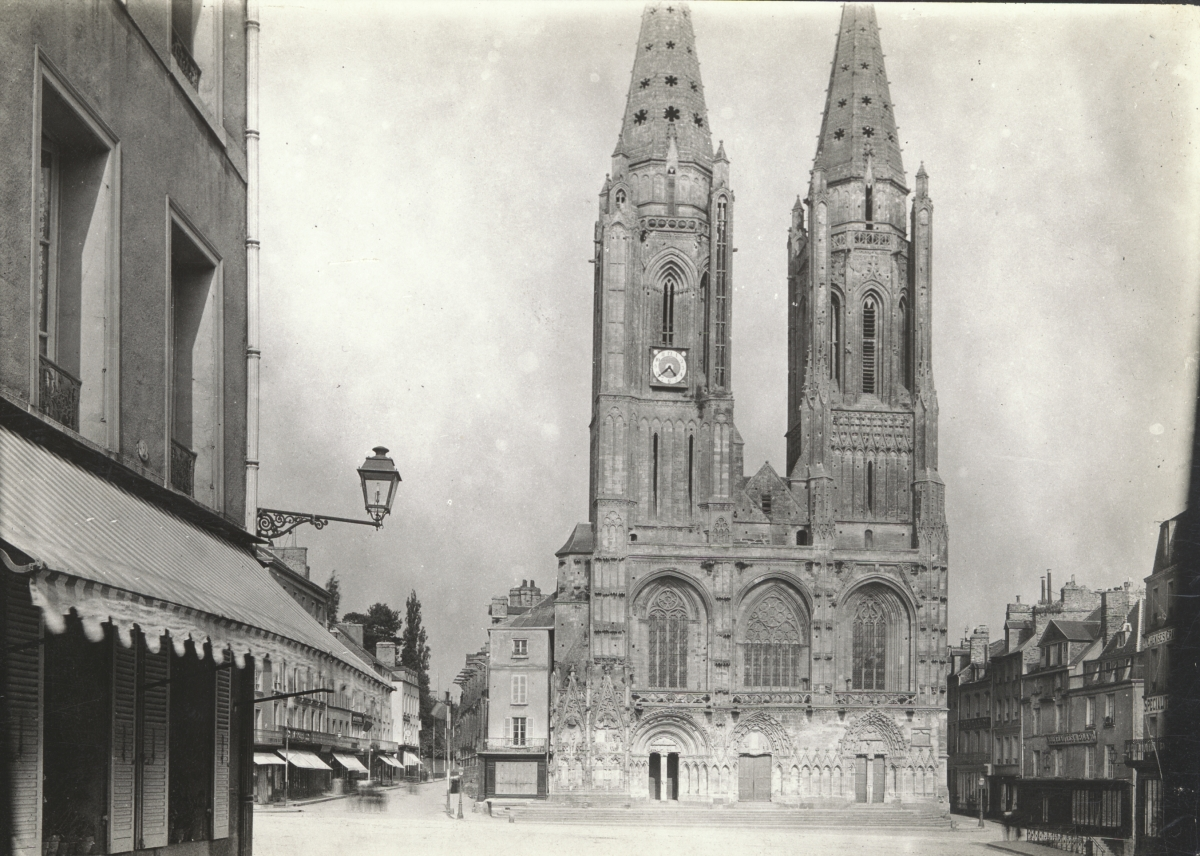
Photographie, datée de 1903.
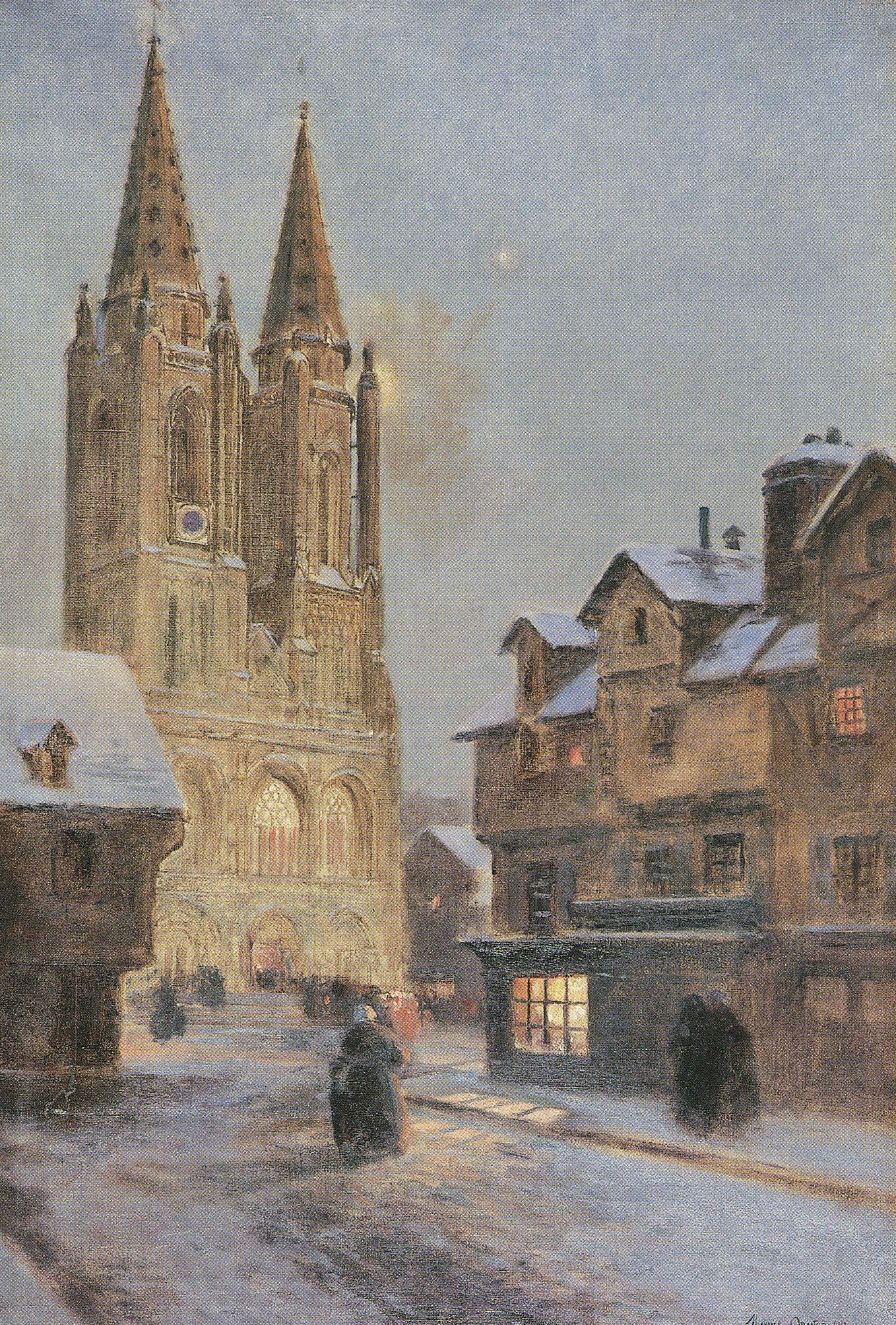
Maurice Orange, Messe de minuit à N.-D. de Saint-Lô, huile sur toile, 1910.
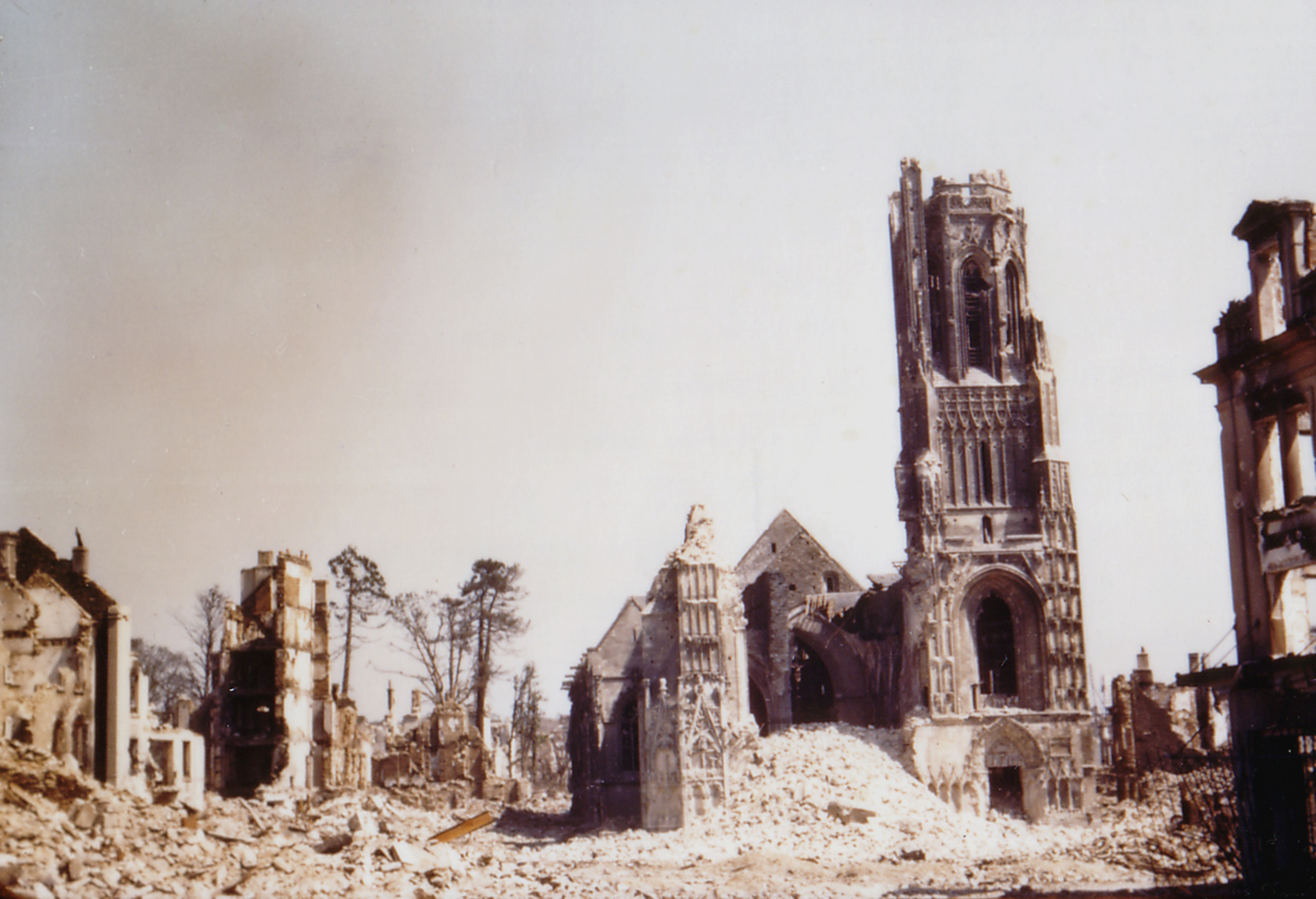
Après les bombardements de 1944.
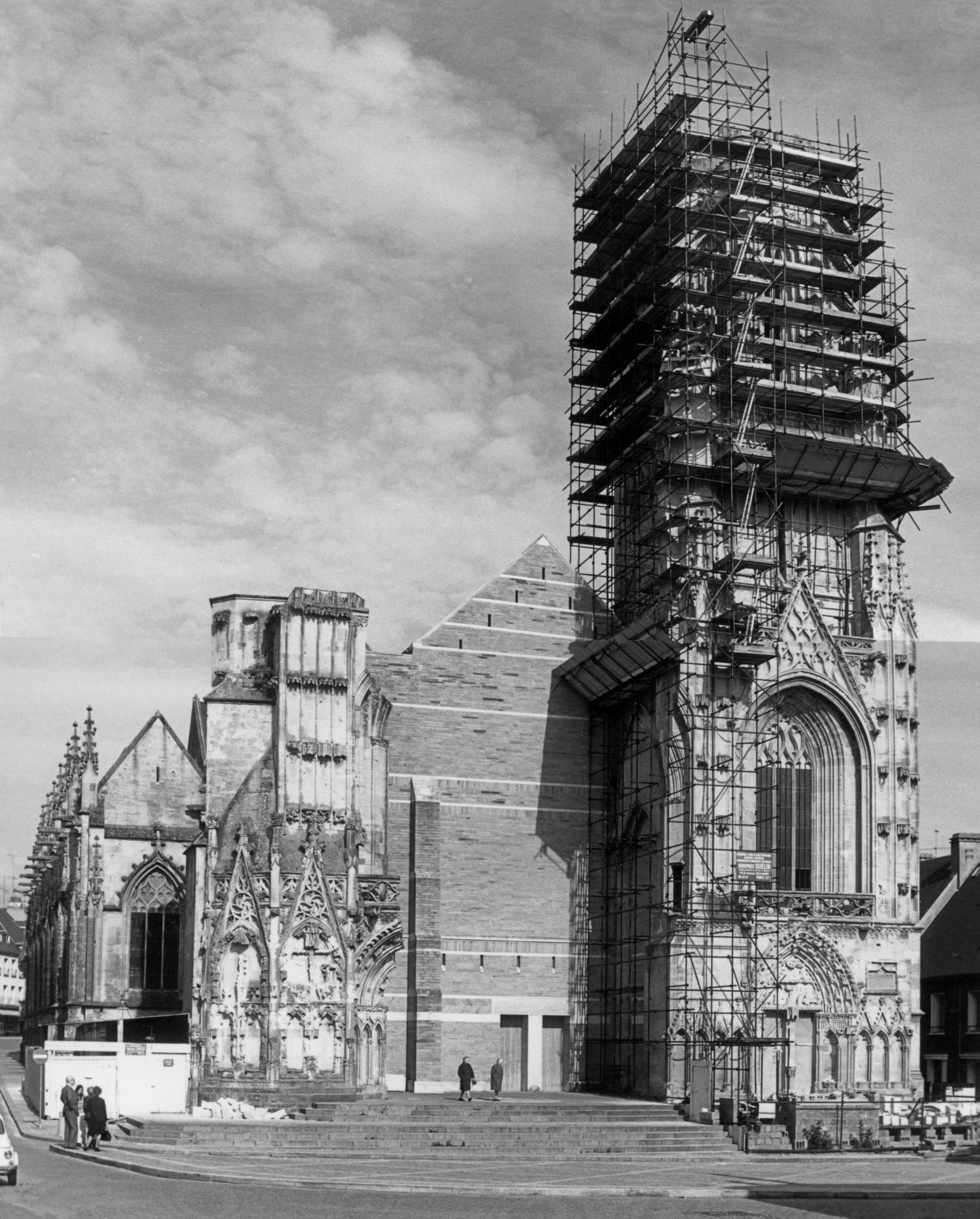
Restauration du clocher en 1972.

## Description
L'église qui est dépourvue de transept, et où on ne trouve aucune trace de style Renaissance, a vu sa construction s'échelonnée du XIIIe au XVIIe siècle. Sa construction dura deux siècles environ de la fin du XIIIe siècle (1297) aux dernières années du XVe siècle (1497) ; certains comptes de la fabrique laisseraient toutefois supposer que le parachèvement de l'ensemble du vaisseau eut lieu passé 1500. Quant aux flèches qui couronnent les tours, elles datent, celle du sud, de 1630 et celle du nord, de 1684.
La nef de cinq travées barlongues a été construite entre 1400 et 1420 ainsi que ses collatéraux immédiats ; les corbeilles de feuillage des chapiteaux sont très caractéristiques de l'époque. À l'extérieur l'église possède de pittoresques culs-de-lampe flamboyant : gargouilles qui représente une fessée (collatéral nord) et une femme giflant son mari — ou son galant — (collatéral sud).
La tour nord date de la fin du XIIIe siècle, la tour sud et le portail sont « encommencés à édifier » en 1464, d'après une inscription. Le chevet date du XVe siècle. Le chœur reconstruit entre 1480 et 1510, est à quatre travées ; le sanctuaire est fermé de six colonnes. Le second collatéral nord du chœur fut achevé en 1543 et 1544, dans le style gothique. C'est l'évêque de Coutances, Geoffroy Herbert, qui occupa le siège épiscopal de 1479 à 1510, qui fit construire le chœur à double déambulatoire de l'église Notre-Dame,.
La tour sud, carrée à la base, devient octogonale. Les deux tours furent complétées de flèches au XVIIe siècle et donna à l'édifice un faux air de cathédrale qui était la fierté des Saint-Lois et qui rivalisait avec la cathédrale de Coutances. Une petite chaire à prêcher gothique est présente à l'extérieur sur la façade nord de l'église, face qui bordait l'un des côtés de la cour du palais de l'évêque-baron de Saint-Lô,. Décrite et croquée par Victor Hugo, elle servait plus à haranguer les foules qu'à délivrer le sermon religieux. Elle est composée d'une cuve à cinq panneaux de décor flamboyant surmontée d'une flèche à crochets de feuilles de fougères.

Vues récentes
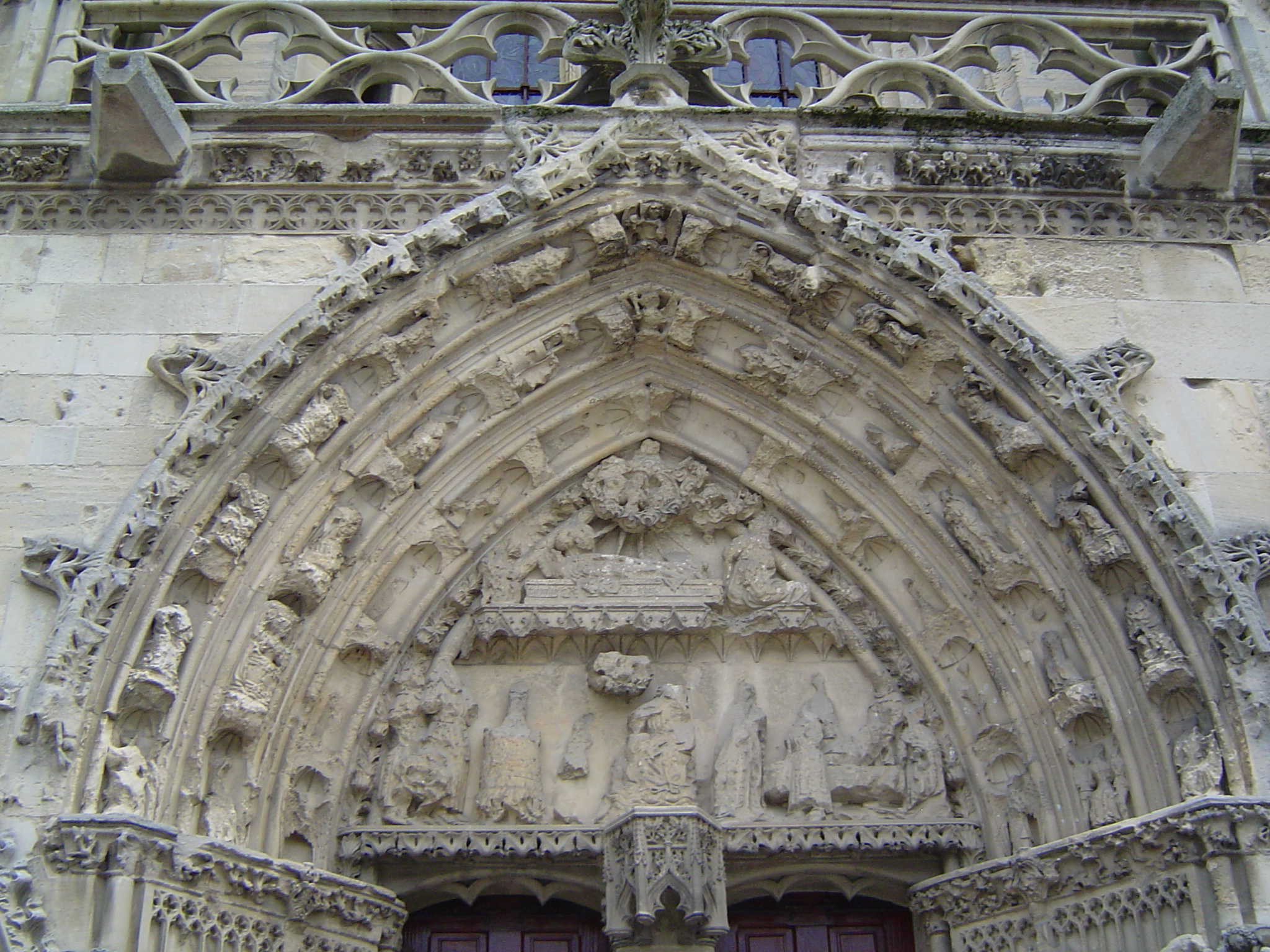
Le portail.
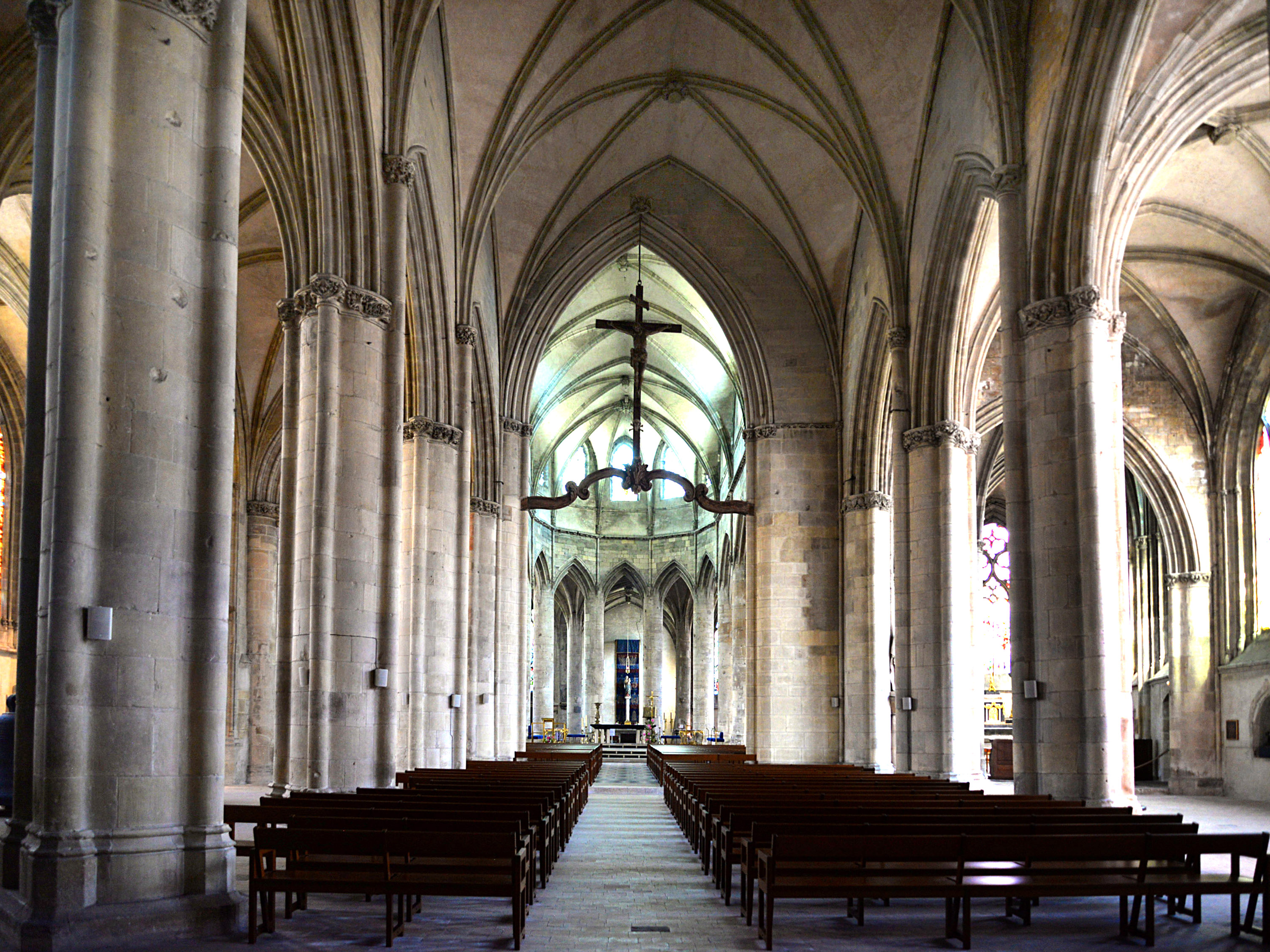
La nef.
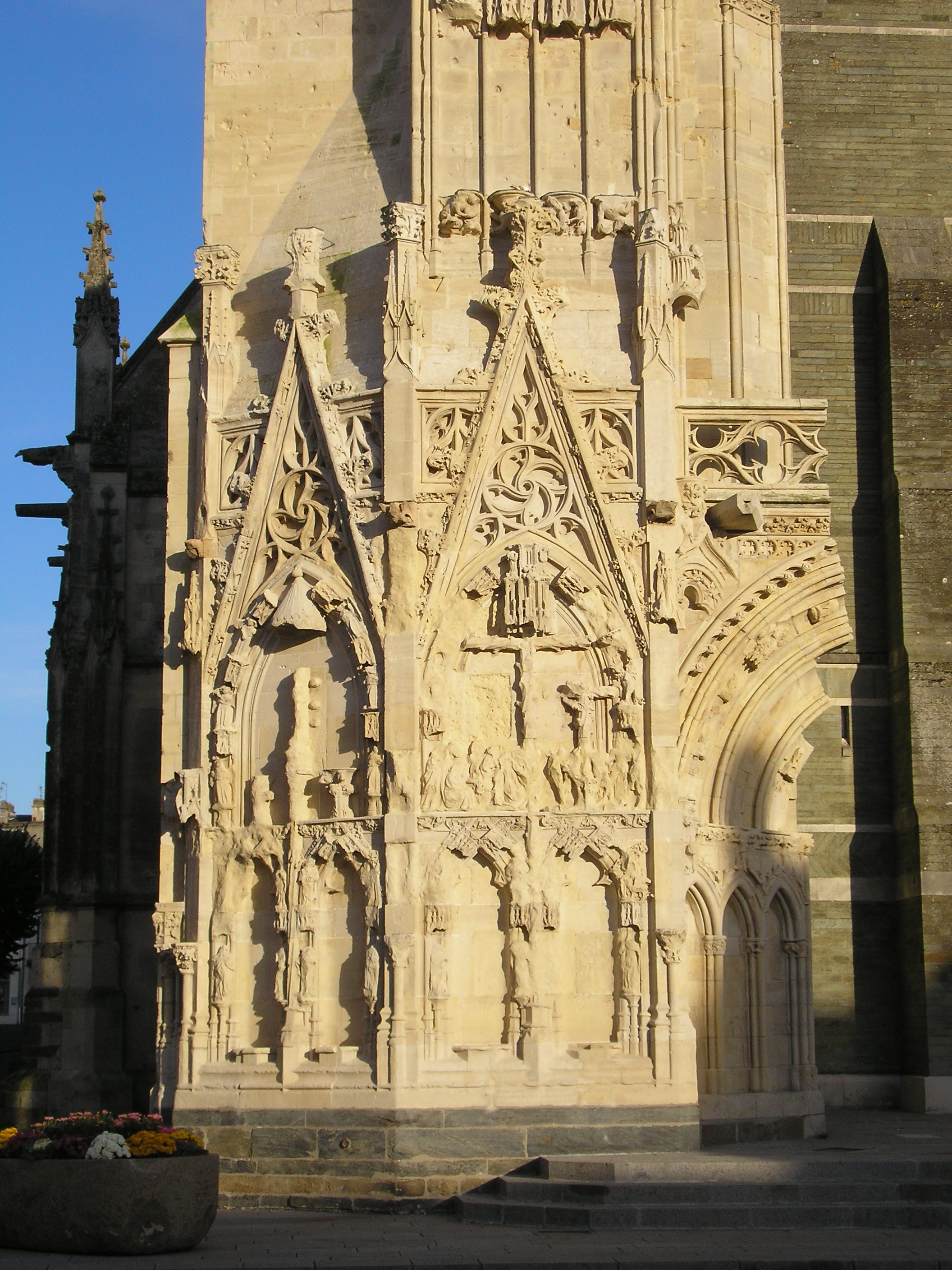
Vestige restauré du pied de la tour nord.
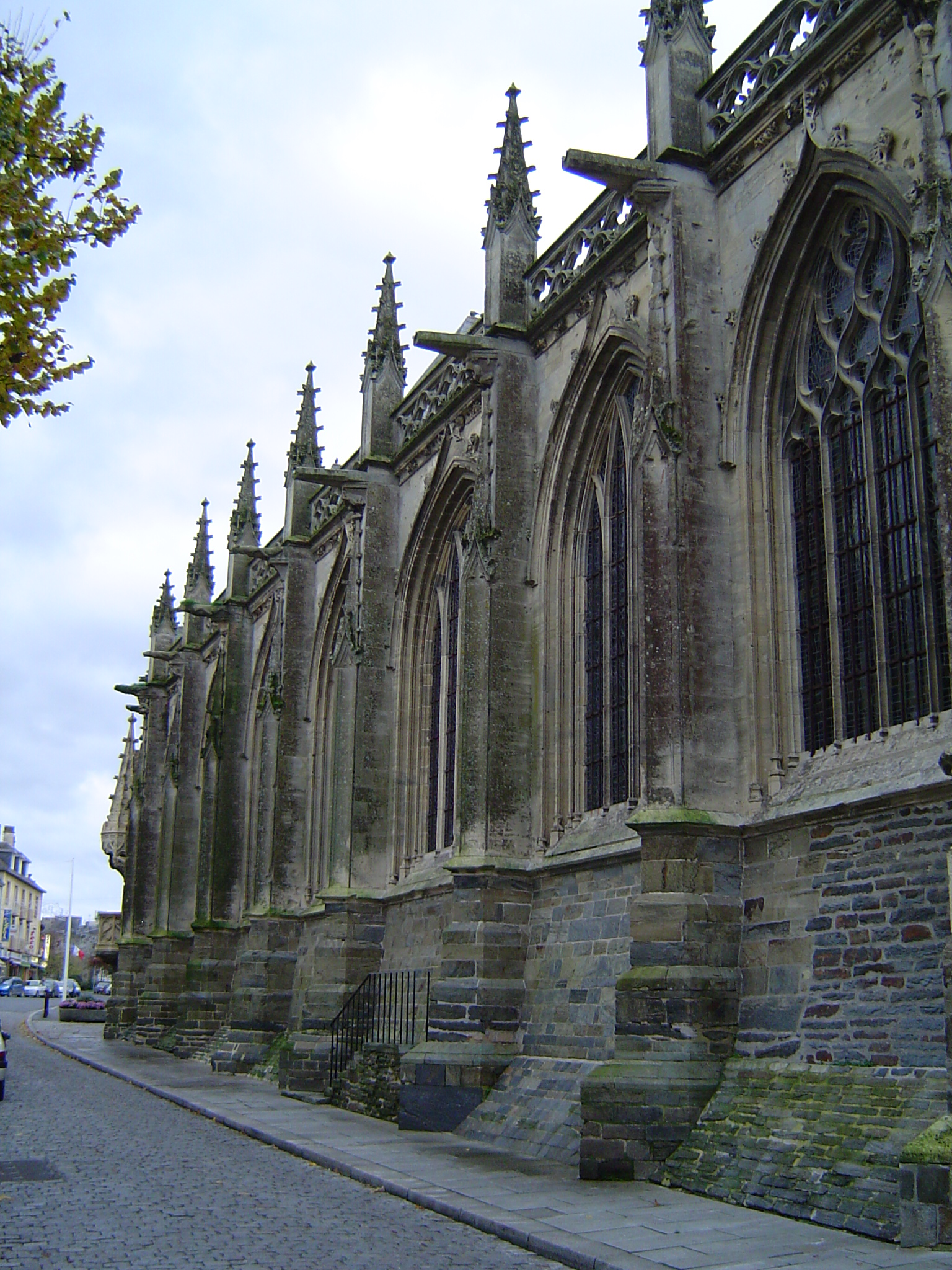
Vue de l'extérieur.

### Les vitraux
L'église possède d'anciens vitraux des XVe – XVIe siècles, déposés pendant la période de bombardements, : Saint Louis, saint Rémi, saint Denis, sainte Geneviève, l'Assomption, Les Quatre Évangélistes, saint Crépin et saint Crépinien, saint Yves, classés au titre immeuble en 1840. Un exemplaire de vitrail est exposé au musée d'art et d'histoire de Saint-Lô.
Le vitrail royal qui selon la tradition aurait été offert par Louis XI vers 1470, présente le Couronnement de la Vierge et l'histoire de saint Crépin et saint Crépinien. Celui du martyr de saint Jean (XVIe siècle), devant la Porte Latine, figure des hommes d'armes qui plonge l'apôtre dans une marmite d'huile bouillante, et au second plan une ville médiévale non identifiée.

Vitraux
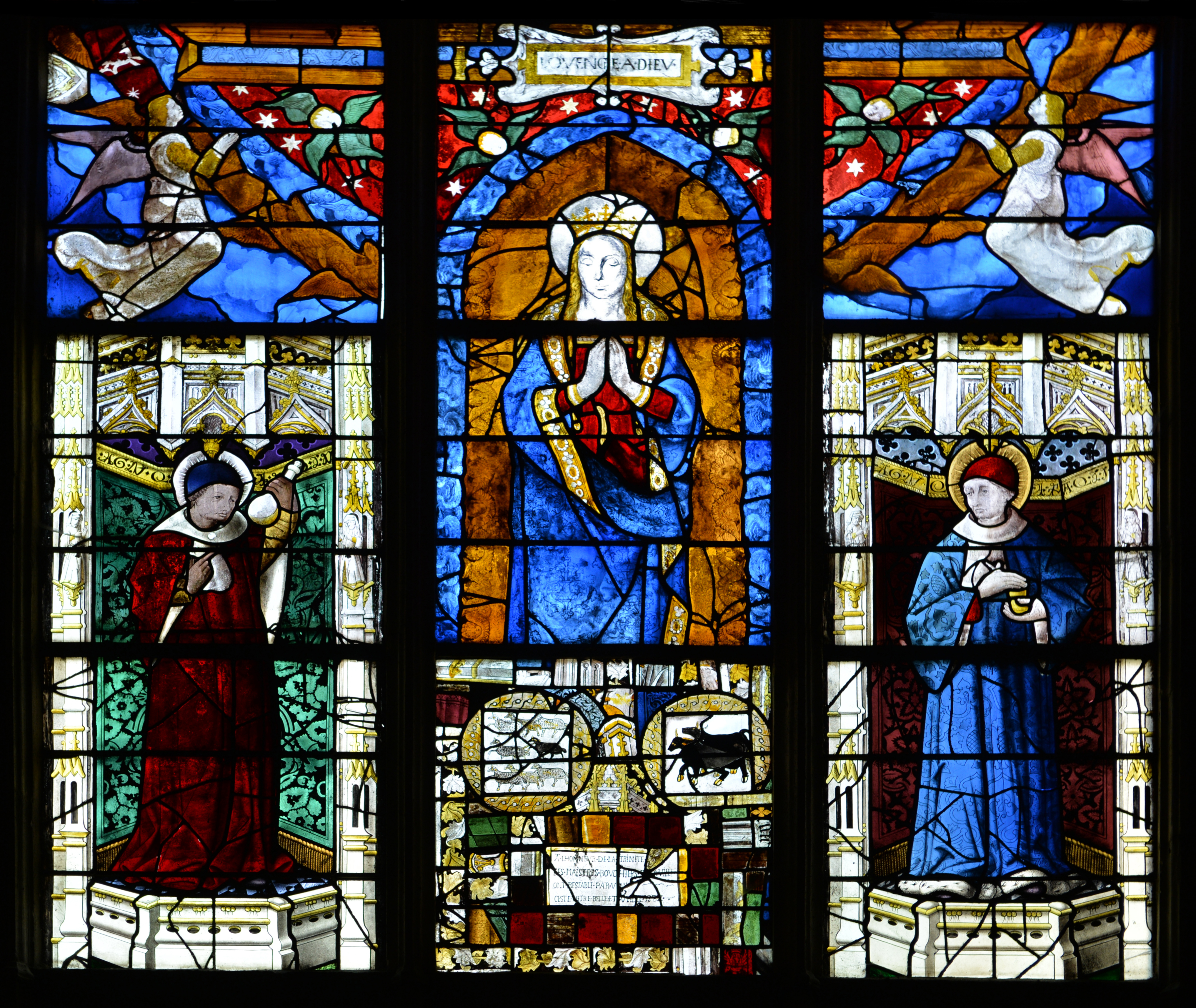
Vitrail de l'assomption de la Vierge attribué à Arnoult de Nimègue.
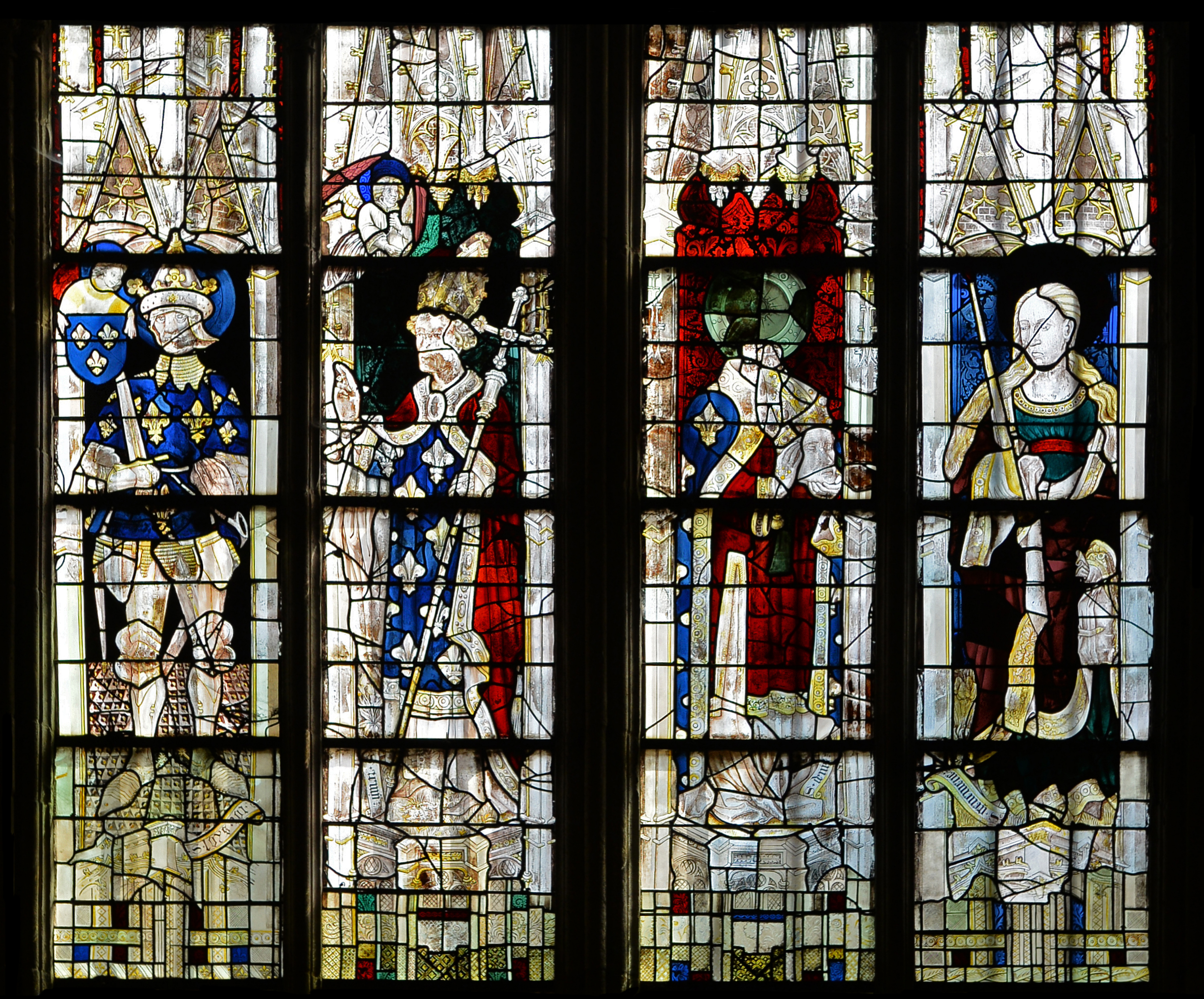
Vitrail royal.
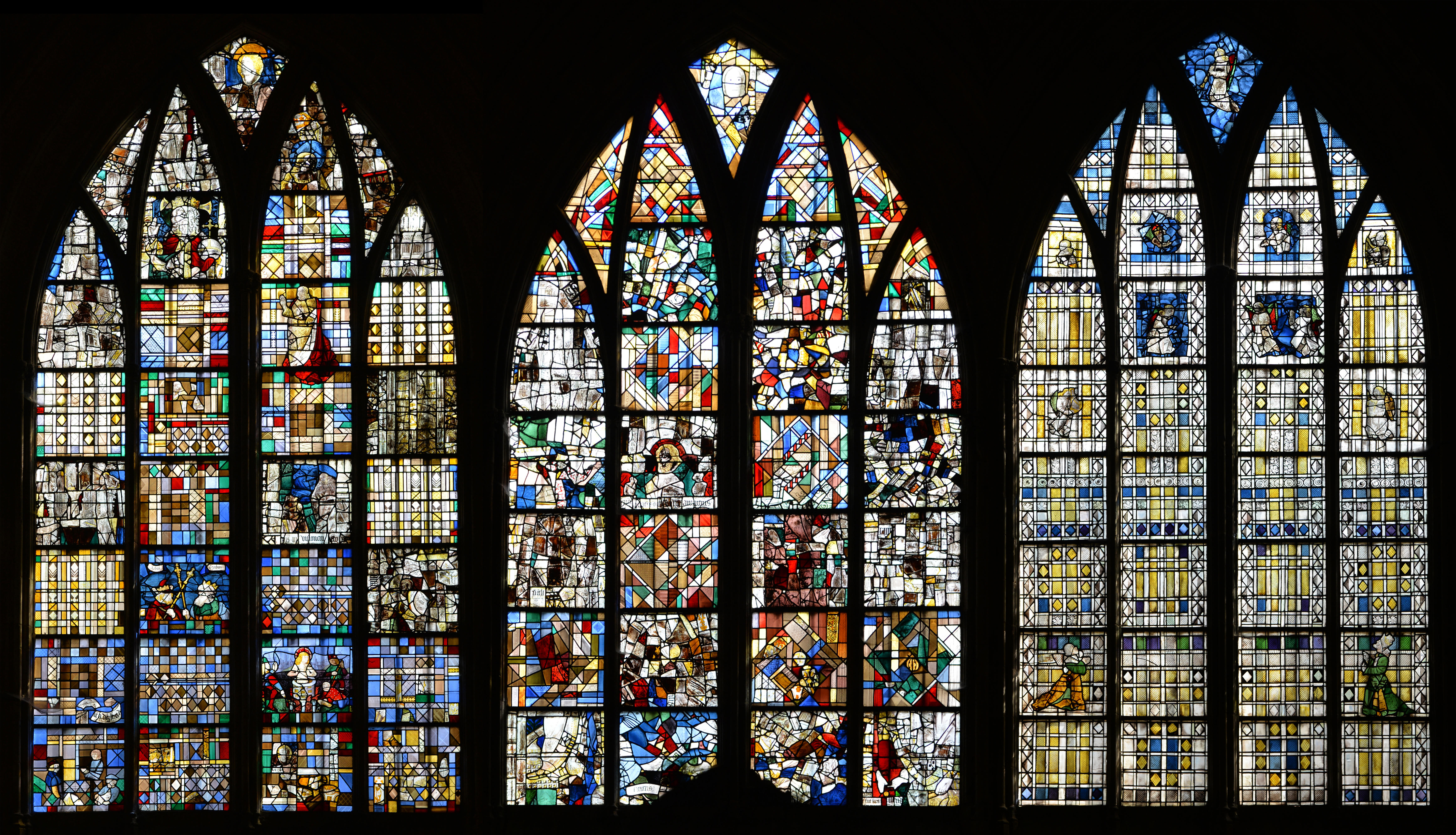
Vitraux « macédoine ».
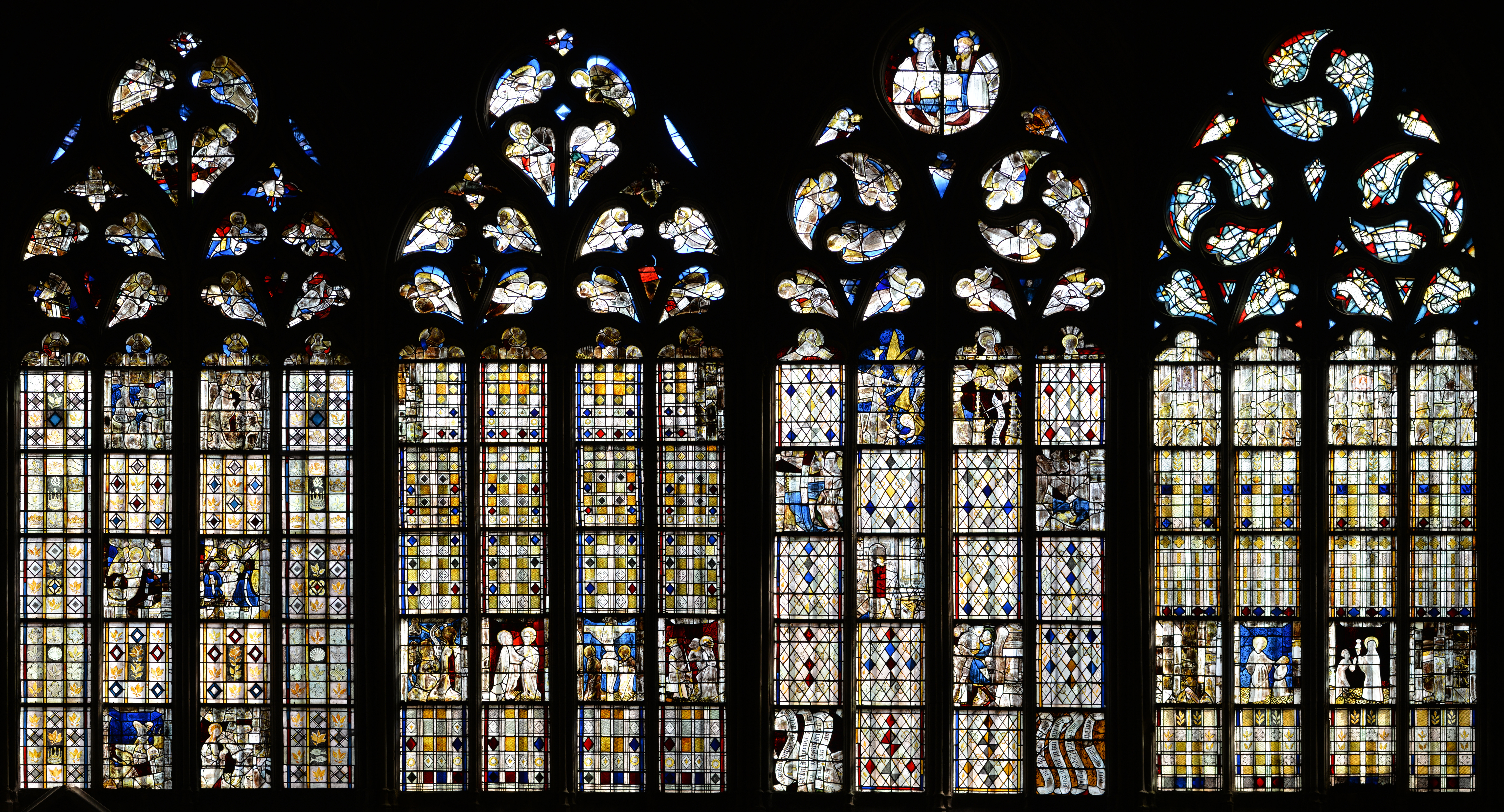
Vitraux « macédoine ».

## Protection aux monuments historiques
L'église est classée aux monuments historiques par liste de 1840.

## Mobilier

### Objets classés aux monuments historiques
| objet                                           | Référence            | Date du classement | Période de l'objet       |
| ----------------------------------------------- | -------------------- | ------------------ | ------------------------ |
| Lutrin                                          | Notice no PM50001328 | Classé MH (1905)   | 1er quart XVIIIe siècle  |
| Stalles                                         | Notice no PM50001327 | Classé MH (1840 )  | 2e moitié XVIe siècle    |
| Poutre de gloire et Christ en croix             | Notice no PM50001012 | Classé MH (1980)   | XVIIe – XVIIIe siècles   |
| Tableau : Nicolas Bourgoin, évêque de Coutances | Notice no PM50001011 | Classé MH (1980)   | 1re moitié XVIIe siècle  |
| Statue du groupe de la crucifixion : saint Jean | Notice no PM50001007 | Classé MH (1974)   | 4e quart XVe siècle      |
| Vierge de crucifixion                           | Notice no PM50001006 | Classé MH (1974)   | 4e quart XVe siècle      |
| Maîtresse-cloche                                | Notice no PM50001005 | Classé MH (1965)   | 1732                     |
| Paire de consoles                               | Notice no PM50001004 | Classé MH (1994)   | 1re moitié XVIIIe siècle |
| Pied de cierge pascal                           | Notice no PM50001003 | Classé MH (1907)   | 1re moitié XVIIIe siècle |

### Les orgues
L'orgue de chœur a été acquis par la paroisse en 1960 auprès de la manufacture d’orgues Danion-Gonzalez. Après un premier relevage exécuté en 1999 par le maître organier Daniel Kern, il a été restauré et inauguré en 2007.
Le grand orgue néoclassique de Notre-Dame a été construit en 1968 par la maison Beuchet-Debierre. Le buffet n'offre qu'un intérêt historique limité, mais l'instrument réharmonisé en 1987 par Alfred Kern est excellent.